# Cartierul 13 Decembrie, Făgăraș

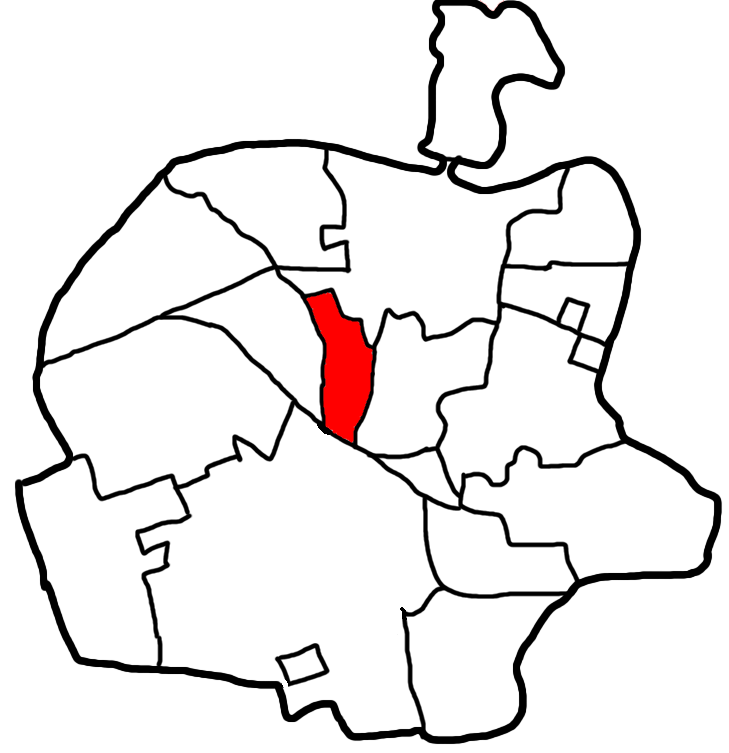
Cartierul 13 Decembrie pe harta Făgărașului.

13 Decembrie este un cartier al Municipiului Făgăraș din județul Brașov, Transilvania, România.